# Пушкіна Людмила Йосипівна
Людми́ла Йо́сипівна Пу́шкіна (* 1965) — українська легкоатлетка, марафонка, майстер спорту України міжнародного класу.

## З життєпису
Народилася 1965 року. Проживає в місті Херсон. Учитель фізкультури.
Здобула срібну нагороду Чемпіонату України з легкої атлетики-1992 — біг на 2000 метрів з перешкодами
Переможниця Стамбульського марафону-2001.
2002 року перемогла на Віденському і Колумбуському марафонах.
2003 року перемогла на Колумбуському марафоні з рекордом траси 2,28.15.
2004-го перемогла на Каліфорнійському міжнародному марафоні.
2005 року втретє перемогла на Колумбуському марафоні.
На Лос-Анджелеському марафоні-2006 була сьома.
2009 року стала переможницею Saint Jude Memphis Marathon (Мемфіс).
2017-го здобула срібло на першому Південному марафоні (Нова Каховка).
2018 року посіла перше місце у Чемпіонаті України з марафону серед ветеранів в Києві. Того ж року посіла третю сходинку на чемпіонаті серед ветеранів легкої атлетики (Аліканте).